# TRI-40發動機
Microturbo TRI-40為法國微渦輪發動機公司(現為賽峰直升機發動機公司所屬子公司)研製提供小型飛行載具使用的微型渦輪噴射發動機，目前主要供給反艦飛彈使用。

## 簡介
TRI-40是由1970年代研製的TRI-60發動機研改，大致沿襲近似之硬體架構，但研發目的是在相同推力表現下縮小尺寸、降低重量，進而增加推重比。
TRI-40的低壓段為四級軸流式壓縮，該架構在TRI-60的後期型版本已經開始運用，但與TRI-60差別是在潤滑設計；TRI-40的壓縮機軸承潤滑不再仰賴潤滑油，而是靠推進用的航空燃油實施潤滑，省略了潤滑供油設備成功讓這款發動機減重。
除了潤滑機構，TRI-40在改進的發動機主軸上整合了永磁發電機，輸出電壓270伏特的交流電供發動機使用；發動機因此配備了數位燃料供應控制模組，提高燃燒效率，降低引擎油耗。